# Phyllis Diller
Phyllis Diller, nome artístico de Phyllis Ada Driver (Lima, Ohio, 17 de julho de 1917 — Los Angeles, Califórnia, 20 de agosto de 2012), foi uma atriz e comediante norte-americana.

## Filmografia
- Splendor in the Grass (1961)
- The Fat Spy (1966)
- Boy, Did I Get a Wrong Number! (1966)
- Eight on the Lam (1967)
- Silent Treatment (1968) (não acabado)
- The Private Navy of Sgt. O'Farrell (1968)
- Did You Hear the One About the Traveling Saleslady? (1968)
- Mad Monster Party (1967) (voz)
- The Adding Machine (1969)
- The Sunshine Boys (1975)
- A Pleasure Doing Business (1979)
- Pink Motel (1982)
- Doctor Hackenstein (1988)
- Pucker Up and Bark Like a Dog (1990)
- The Nutcracker Prince (1990) (voz)
- The Boneyard (1991)
- Wisecracks (1992) (documentário)
- The Perfect Man (1993)
- Happily Ever After (1993) (voz)
- The Silence of the Hams (1994)
- A Bug's Life (1998) (voz)
- The Debtors (1999)
- The Nuttiest Nutcracker (1999) (voz) (direto-para-vídeo)
- Everything's Jake (2000)
- The Last Place on Earth (2002)
- Hip! Edgy! Quirky! (2002)
- Bitter Jester (2003) (documentário)
- Motocross Kids (2004)
- West from North Goes South (2004)
- Goodnight, We Love You (2004) (documentário)
- The Aristocrats (2005) (documentário)
- Madman Muntz: American Maverick (2005) (documentário)
- Who Killed the Electric Car? (2006) (documentário)
- Unbeatable Harold (2006)
- Forget About It (2006)
- Celebrity Art Show (2008) (documentário)
- Blaze of Glory (2008) (voz)
- You Know the Face (2009) (documentário)
- Looking for Lenny (2009) (documentário)
- How to Live Forever (2009) (documentário)
- I Am Comic (2010) (documentário)

Pequenos papéis:
- Rowan & Martin at the Movies (1968)
- The Lion Roars Again (1975)

## Televisão
- The Phyllis Diller Special (1963)
- The Pruitts of Southampton (1966–1967)
- An Evening with Phyllis Diller (1966)
- Batman (1966)
- The Phyllis Diller Special (1968)
- The Beautiful Phyllis Diller Show (1968) (cancelado após 13 episódios)
- The Mad, Mad, Mad Comedians (1970) (voz)
- Night Gallery (1970) Episódio "Pamela's Voice"
- Mooch Goes to Hollywood (1971)
- HR Puffin' Stuff (19??) (The Wicked Old Witch)
- Love American Style "Love and the Heist" (1971)
- The New Scooby Doo Movies episode 6: "A Good Medium is Rare" (1972) (voz)
- Phyllis Diller's 102nd Birthday Party (1974)
- The Gong Show (1976–1980)
- The Muppet Show (1977)[2]
- On Location: Phyllis Diller (1977)
- Barbara Mandrell and the Mandrell sisters NBC (1981)
- Whatever Became Of... (1981)
- Jonathan Winters: On the Ledge (1987)
- Alice Through the Looking Glass (1987) (voz)
- 227 (1990) (Um episódio)
- Cybill "Romancing the Crone" (1996)
- Hey Arnold! (1999)
- The Bold and the Beautiful (membro recorrente como Gladys desde 1995–2004)
- Kiss My Act (2001)
- Titus (2001) (Grandma Titus)
- Even Stevens (2002) (Treinadora Korns)
- The Adventures of Jimmy Neutron: Boy Genius (voz recorrente de Granny Neutron)
- Casper's Scare School (2006) (voz)
- Family Guy (voz recorrente de Thelma Griffin)
- Robot Chicken (2005) Phyllis Diller Spray N' Play / Mrs. Claus (voz)
- Boston Legal (2007) (uma das antigas amantes)
- The Rosie O'Donnell Show (2011)
- Roseanne's Nuts (2011) (ela própria)
- Celebrity Ghost Stories (2011) (ela própria)
- The Powerpuff Girls (2004) (como Mask Scara)
- The Bold and the Beautiful (2012) (2 episódios como Gladys)